# Tilcara
Tilcara est un village de la province de Jujuy, en Argentine. Il se trouve dans le département de Tilcara, au centre de la quebrada de Humahuaca, à une altitude de 2 461 m. Elle comptait en 2001 une population de 2 089 habitants (INDEC, 2001).
L'origine du nom du village est incertaine, mais elle pourrait venir du mot signifiant «étoile filante» en quechua. La petite cité attire de nombreux touristes, ce qui engendre une florissante activité hôtelière.
Tilcara a une gare ferroviaire qui fait partie du FCGMB ou chemin de fer General Manuel Belgrano, mais la voie est en mauvais état (certains tronçons ont même été détruits par les éboulements de terrain), et il n'y a pas de service ni côté passagers ni côté chargements. Actuellement l'administration Kirchner semble décidée à remédier à cela.

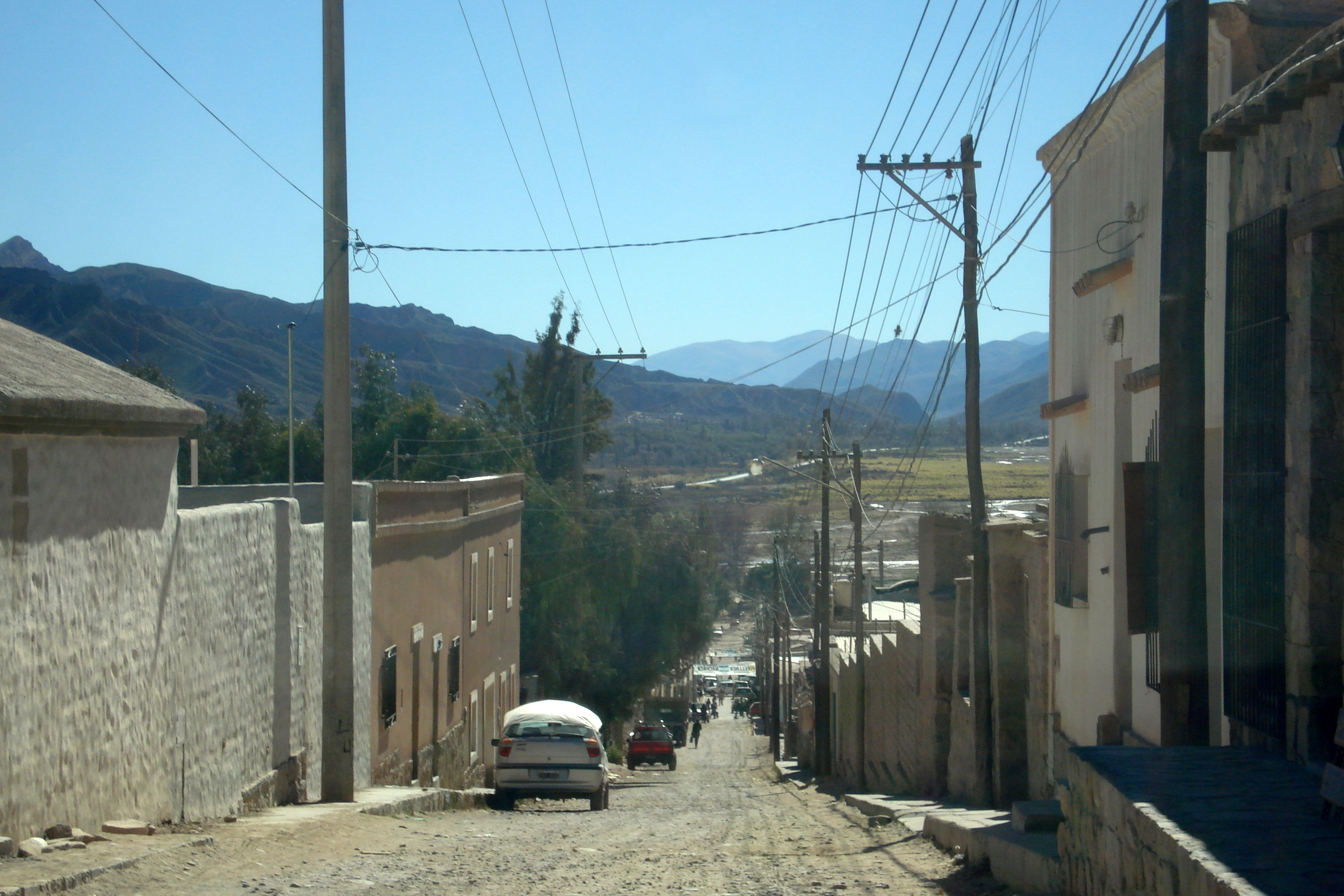
Rue de Tilcara

## Curiosités
- Le Pucará de Tilcara est une remarquable forteresse construite par les indiens Tilcaras.
- L'église du village a été construite à partir de 1797 mais inaugurée seulement en 1865.
- Le jardin botanique présente une grande variété d'herbes médicinales et aromatiques.
- Le Museo Regional de Pintura José A. Terry, sur le peintre sourd José Antonio Terry.
- L'imposante chute d'eau du río Huasamayo, un des affluents du Río Grande de Jujuy, non loin du village, forme la Garganta del Diablo (Gorge du diable en français).
- Le musée de l'archéologie Dr. Eduardo Casanova possède une belle collection d'éléments des cultures du Pérou (dont des momies), de Tiahuanaco, et autres.

## Tourisme
Située sur le trajet de la route nationale 9, qui relie, du nord au sud, la Bolivie à San Salvador de Jujuy, Tilcara est facile d'accès. Elle dispose d'une bonne infrastructure d’hébergement (campings, pensions, hôtels, restaurants) et peut être choisie comme base pour visiter la Quebrada de Humahuaca. Elle n'est pas très éloignée de Purmamarca (à 22 km), où débouche la nouvelle route nationale 52 en liaison avec le nord du Chili.

## Galerie

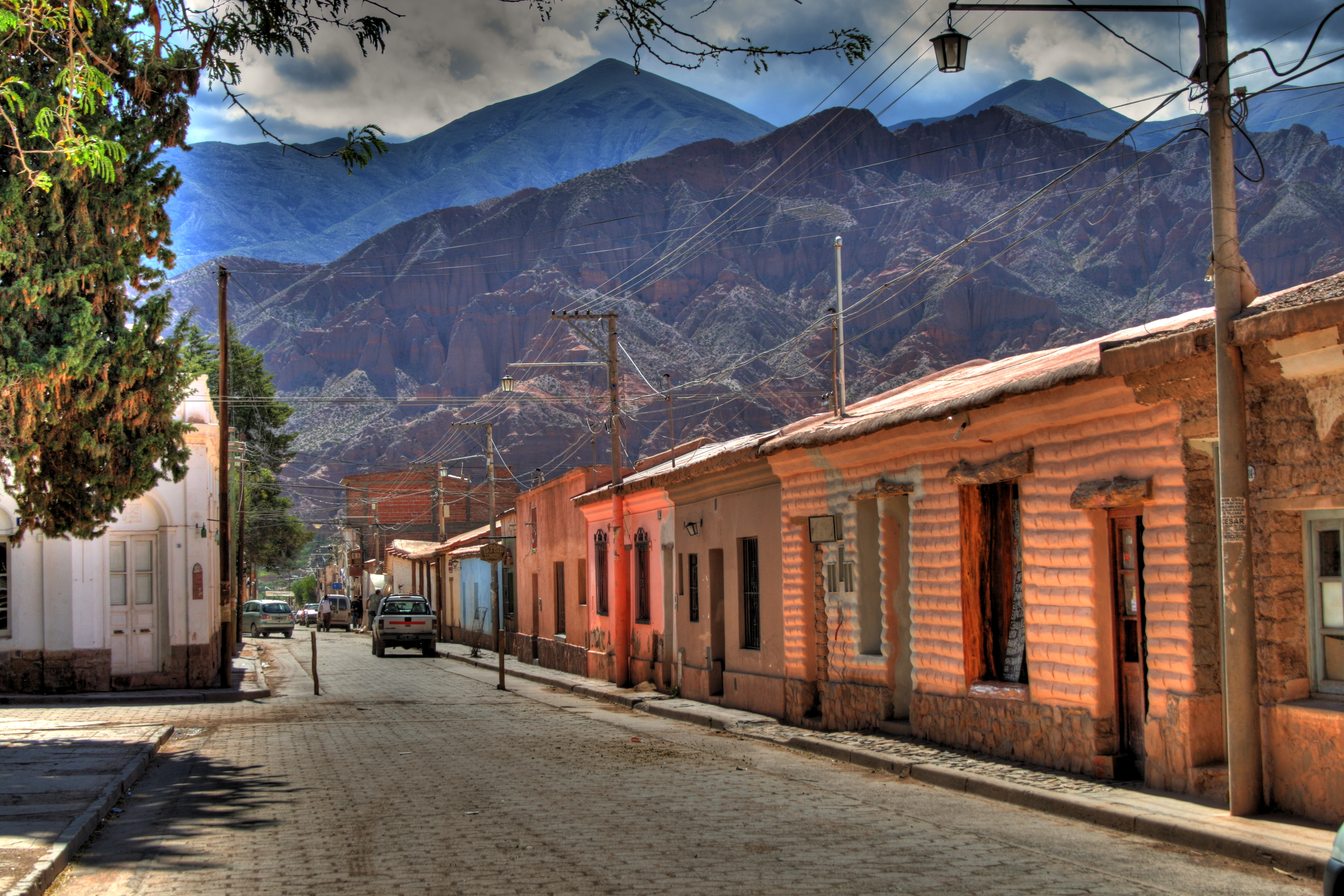
Rue à Tilcara
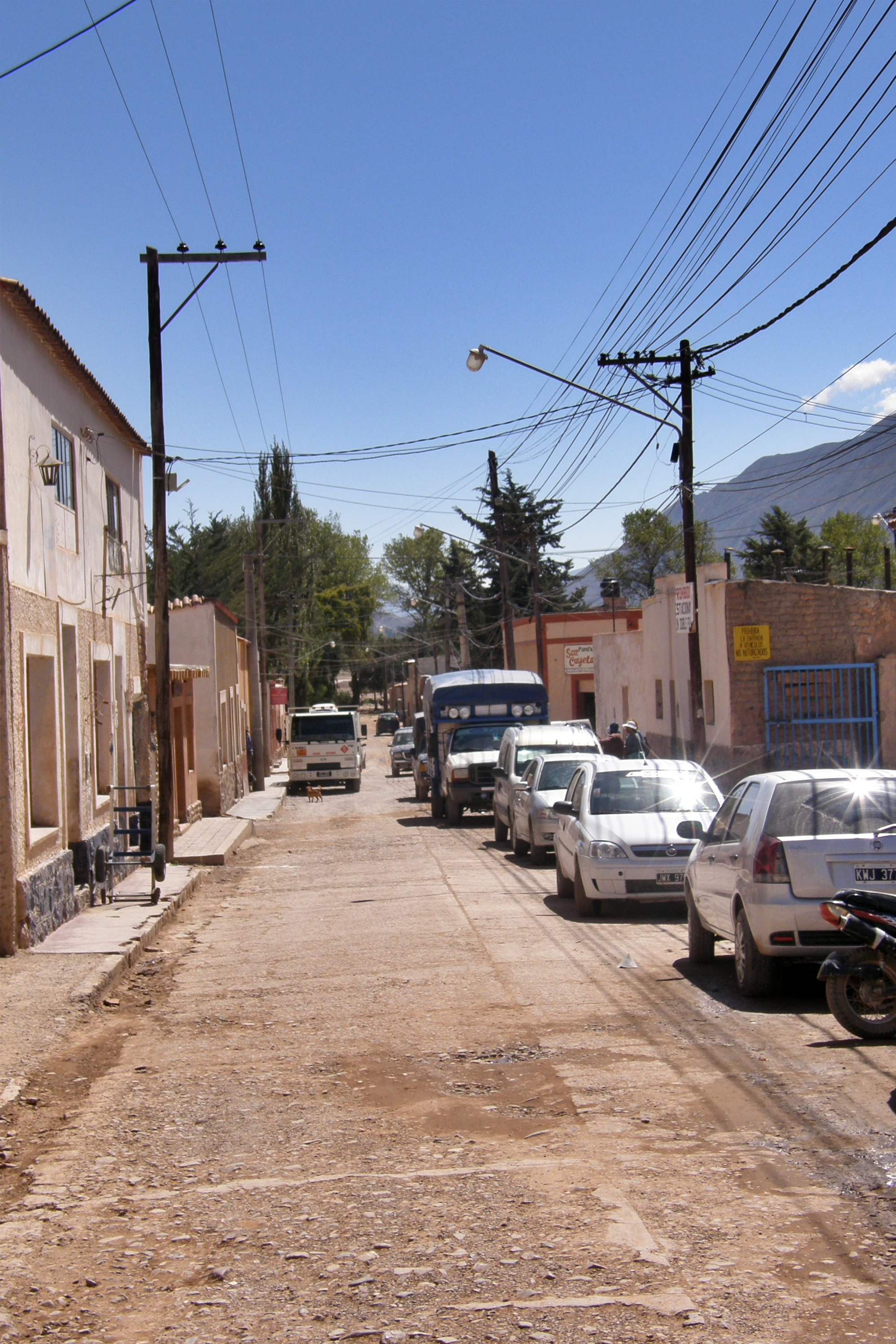
Calle Bolivar (partie nord)
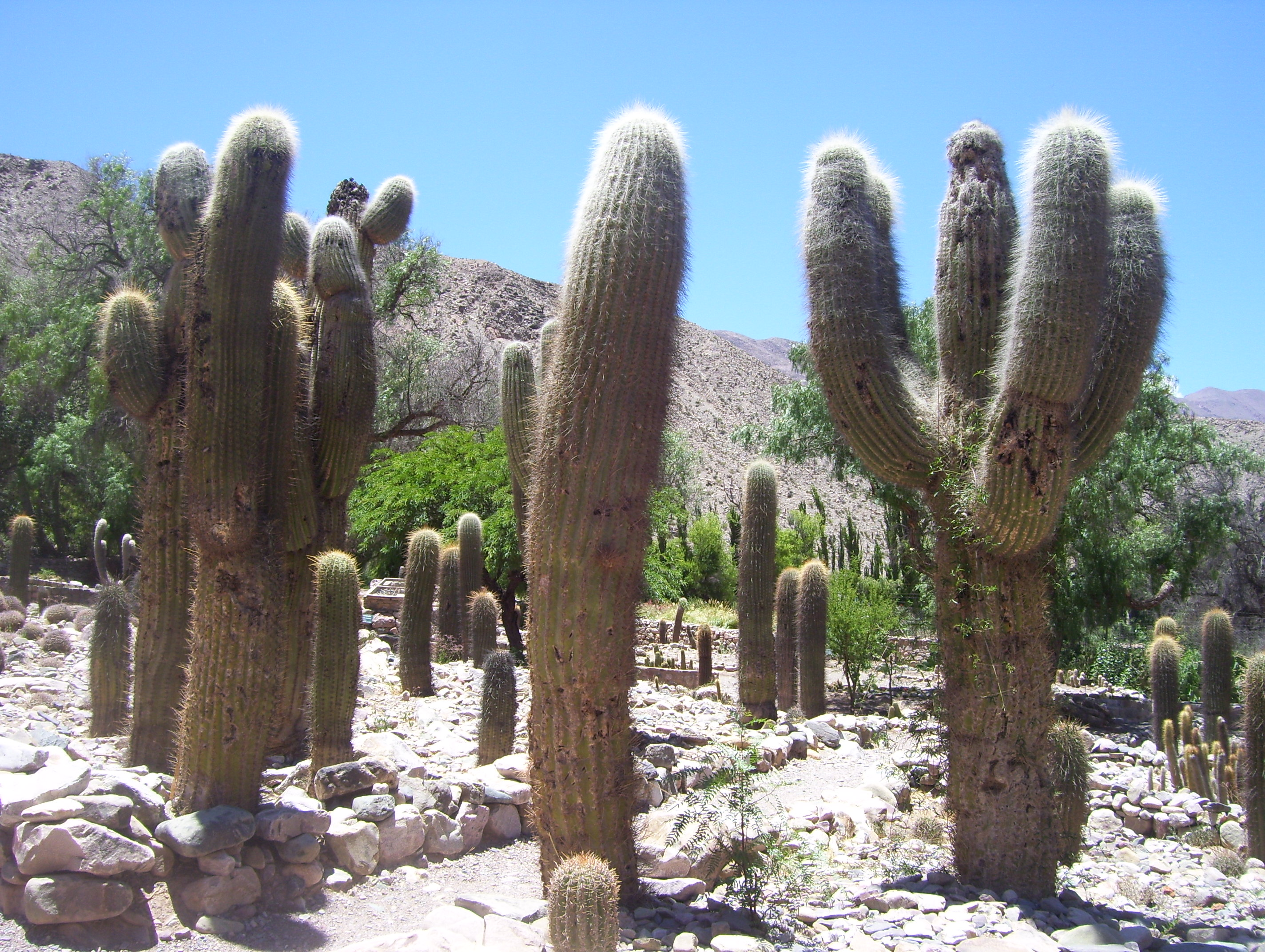
Le jardin botanique d'altitude
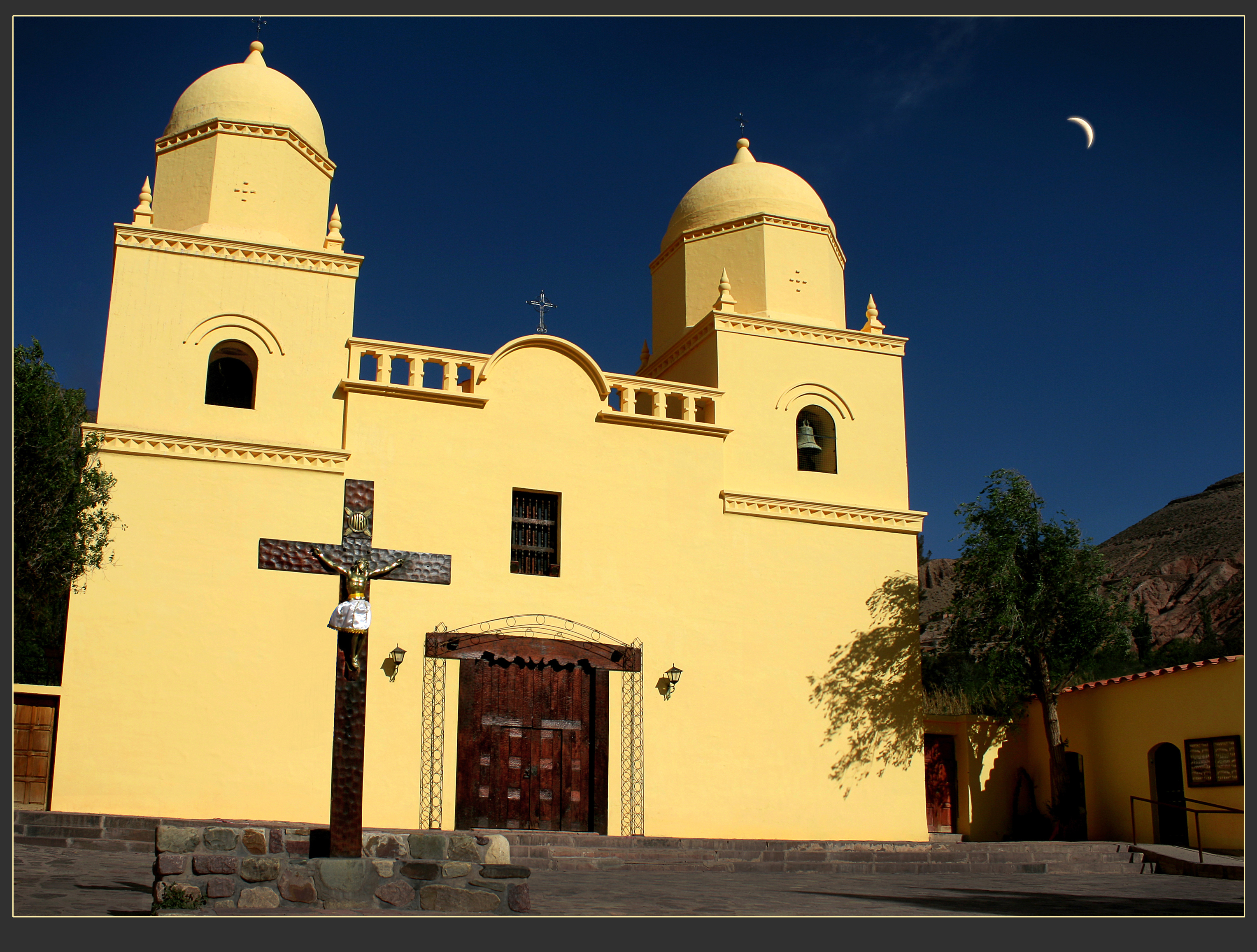
Église Nuestra Señora del Rosario
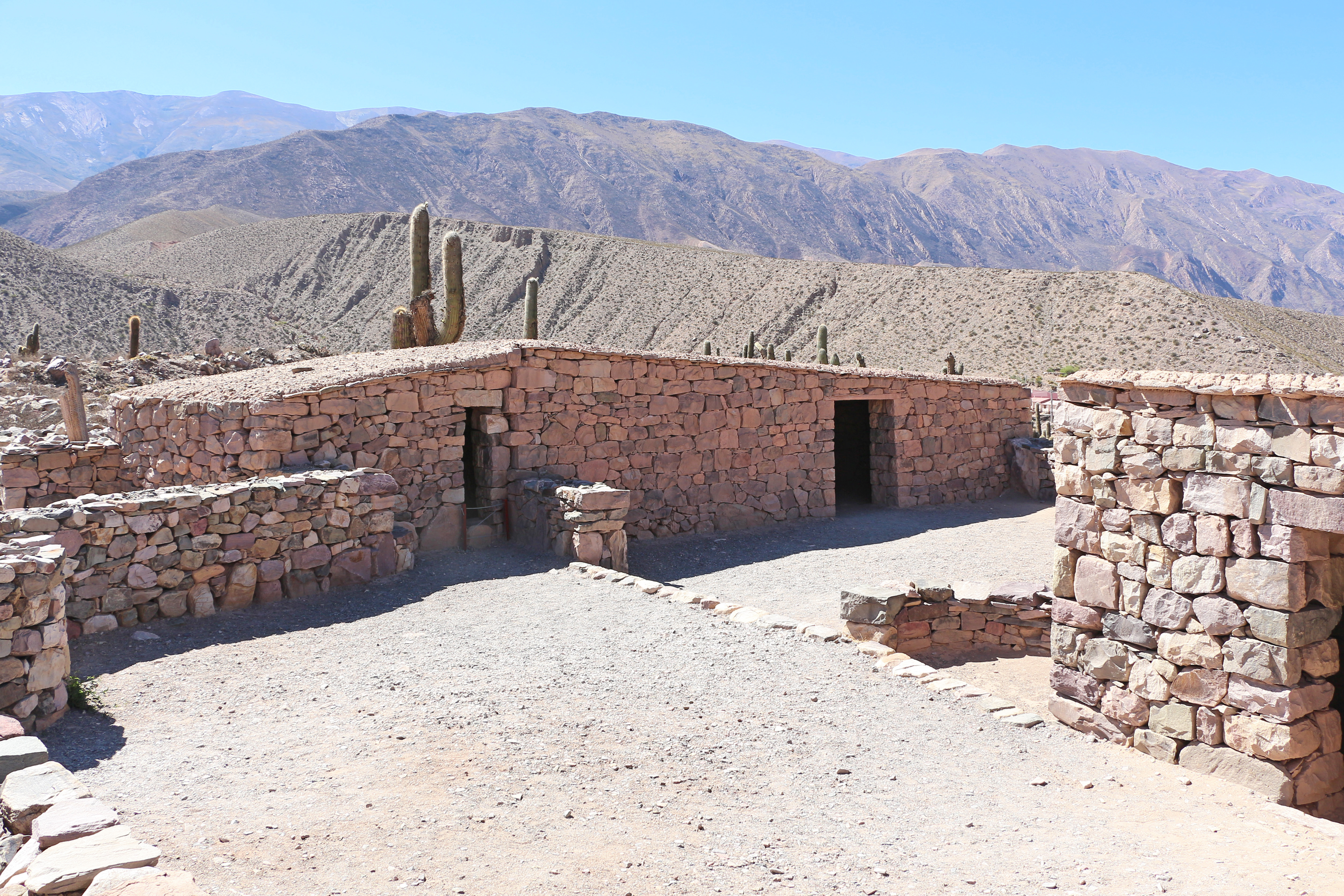
Pucará de Tilcara